# Обитель зла (телесериал)
«Оби́тель зла» (англ. Resident Evil) — американский телесериал в жанре экшен-хоррора, основанный на серии видеоигр Resident Evil компании Capcom. В августе 2020 года компания Netflix заказала производство восьми эпизодов. Премьера состоялась на Netflix 14 июля 2022 года. В августе 2022 года компания Netflix объявила о закрытии сериала после одного сезона.

## Сюжет
Действие сериала происходит в двух временных периодах, которые идут параллельно.

### 2022 год
В первом четырнадцатилетние сёстры Джейд и Билли Вескер переезжают в город Нью-Раккун-Сити (New Raccoon City). Их отец является клоном оригинального Альберта Вескера (погибшего в вулкане), он берет себе имя и фамилию оригинала и работает на корпорацию Umbrella. В сериале показано то, что у Билли хорошие отношения с отцом, у Джейд — плохие. Билли и Джейд проникают в лабораторию Umbrella с целью найти доказательства проведения данной корпорацией опытов на животных. Это заканчивается тем, что Билли кусает подопытная собака и заражает ее Т-вирусом. Однако ее ДНК было изменено Альбертом Вескером, это усилило ее организм. Поэтому Т-вирус не превратил ее в зомби, но стал причиной вспышек агрессии, галлюцинаций, она могла заразить Т-вирусом через укус. При помощи Саймона Маркуса (помогавшего из-за симпатии к Джейд и опасения того, что Umbrella может представлять опасность для его матери Эвелин Маркус) Билли и Джейд находят тайную лабораторию отца, где узнают об экспериментах на Лизе Тревор, но их удается успокоить Вескеру.
Альберт Вескер разработал лекарство «Радость», которое содержит Т-вирус. Руководство корпорации Umbrella требует скорее подготовить данный препарат к продаже и рассчитывает, что человеком, принявшим лекарство «Радость», можно будет манипулировать. Вескер хочет устранить побочные эффекты от этого лекарства, но ему дают сжатые сроки и не желают их увеличивать. Между тем, распространение Т-вируса ранее происходило в Раккун-Сити и Тихуане. Расхождение во взглядах с руководством и необходимость защищать свою дочь Билли, заразившуюся Т-вирусом, приводят к конфликту Вескера с возглавлявшей корпорацию Umbrella Эвелин Маркус, который заканчивается тем, что Вескер устраивает взрыв в здании корпорации, унесший и его жизнь. Его дочери сбегают вместе со вторым клоном оригинального Вескера Бертом.

### 2036 год
Во втором временном периоде, когда Джейд уже 30 лет, в мире осталось менее 300 миллионов человек, а более 6 миллиардов людей и животных заражены зомби-вирусом. Помимо зомби (зараженных людей) на планете обитают также гигантские насекомые и животные, а также монстры-лизуны. Люди контролируют некоторые территории (например, Брайтон, Папскую область, Осло, Кале и т. д.). Umbrella подчиняет себе некоторые территории, где живут люди (например, город Дувр). Джейд пытается выжить в новом мире. Изначально Джейд пытается изучать зомби в Лондоне, но она случайно порезала себе руку, это привело к нападению на нее зомби, она смогла их сжечь. Затем на Джейд нападает гигантская гусеница, от которой ее спасают жители Брайтона во главе с Тейтом. Однако он собирается выдать ее корпорации Umbrella, но прибыв в город солдаты корпорации начинают убивать оставшихся жителей города. Один из них смог уехать оттуда на машине вместе с Джейд. В дальнейшем Джейд стремится попасть на территорию Франции, по дороге ее преследуют солдаты Umbrella во главе с Ричардом Бакстером. По дороге на нее, ее спутников и солдат Umbrella нападают лизуны. Позже она со спутниками вынуждена отбиваться от гигантского паука. Однако в итоге Джейд добирается до Франции. Там ее и солдат Umbrella хватают сектанты. У нее происходит конфликт с их лидером, после чего она попадает в клетку с Бакстером. Они организуют побег, в ходе которого Джейд смогла добыть голову зомби, которая была способна контролировать других зомби. В итоге база сектантов была разгромлена зомби, выпущенными участниками побега, а Джейд сбежала оттуда, но была схвачена солдатами Umbrella во главе со своей сестрой Билли (они прибыли сюда, т. к. у Бакстера в руке был чип, по которому они узнали его местоположение). Билли дала сестре сбежать, чтобы отследить ее перемещение до базы Университета (организации, занимающейся сохранением и образованием науки и искусства), где Джейд с коллегой разработали средства для отпугивания зомби и наведения их на цели для атаки. Однако туда пришли солдаты Umbrella и потребовали выдать Джейд. В лагере корпорации Umbrella выясняется то, что Билли Вескер смогла получить контроль над разумом Эвелин Маркус, что позволило ей отчасти начать управлять корпорацией через Эвелин. Билли хотела сделать кровь сестры лекарством для себя (по аналогии с тем, как Альберт Вескер сделал кровь дочерей лекарством для себя). Джейд узнает, что Билли собирается атаковать Университет (находящийся на корабле), чтобы забрать все их ценности. Джейд разбивает в ее палатке капсулу, выпустив феромоны, привлекающие сюда толпу зомби, от которых Билли отбивается при помощи дронов и солдат. В это время Джейд удается сбежать на корабль Университета, там она убеждает члена этой организации Сакима Салама натравить на солдат Umbrella гигантского крокодила, для уничтожения гиганта Билли использует дроны, бомбу и ракеты. В итоге дочь Джейд была схвачена солдатами Umbrella, а ее мать была ранена Билли, которая поняла, что Джейд усовершенствовала своей дочери ДНК, а потому ее кровь также можно сделать лекарством.

## В ролях

### Главные роли
- Элла Балинска — Джейд Вескер[6]
  - Тамара Смарт — юная Джейд Вескер[6]
- Аделин Рудольф — Билли Вескер[6]
  - Сиена Агудонг — юная Билли Вескер[6]
- Паола Нуньес — Эвелин Маркус[6]
- Лэнс Реддик — Альберт Вескер[6]

### Второстепенные роли
- Мфо Осей Туту — Йен
- Энтони Осейеми — Рот
- Мариса Драммонд — страж
- Ли Вивье — Сюзана Франко
- Ахад Раза Мир — Арджун Батра
- Терлоу Конвери — Ричард Бакстер

## Эпизоды
| № | Название                                                           | Режиссёр        | Автор сценария             | Дата премьеры |
| - | ------------------------------------------------------------------ | --------------- | -------------------------- | ------------- |
| 1 | «Добро пожаловать в Нью-Раккун Сити» «Welcome to New Raccoon City» | Бронуэн Хьюз    | Эндрю Дэбб                 | 14 июля 2022  |
| 2 | «Дьявол, которого ты знаешь» «The Devil You Know»                  | Бронуэн Хьюз    | Мари Лия Саттон            | 14 июля 2022  |
| 3 | «Свет» «The Light»                                                 | Роб Шейденгланц | Шейн Франк и Гаретт Переда | 14 июля 2022  |
| 4 | «Поворот» «The Turn»                                               | Роб Шейденгланц | Керри Уильямсон            | 14 июля 2022  |
| 5 | «Домашнее видео» «Home Movies»                                     | Рейчел Голдберг | Линдси Вильярреал          | 14 июля 2022  |
| 6 | «Чья-то маленькая девочка» «Someone's Little Girl»                 | Батан Сильва    | Джефф Хауард               | 14 июля 2022  |
| 7 | «Паразит» «Parasite»                                               | Батан Сильва    | Мэри Лия Саттон            | 14 июля 2022  |
| 8 | «Откровения» «Revelations»                                         | Рейчел Голдберг | Тара Найт и Эндрю Дэбб     | 14 июля 2022  |

## Производство

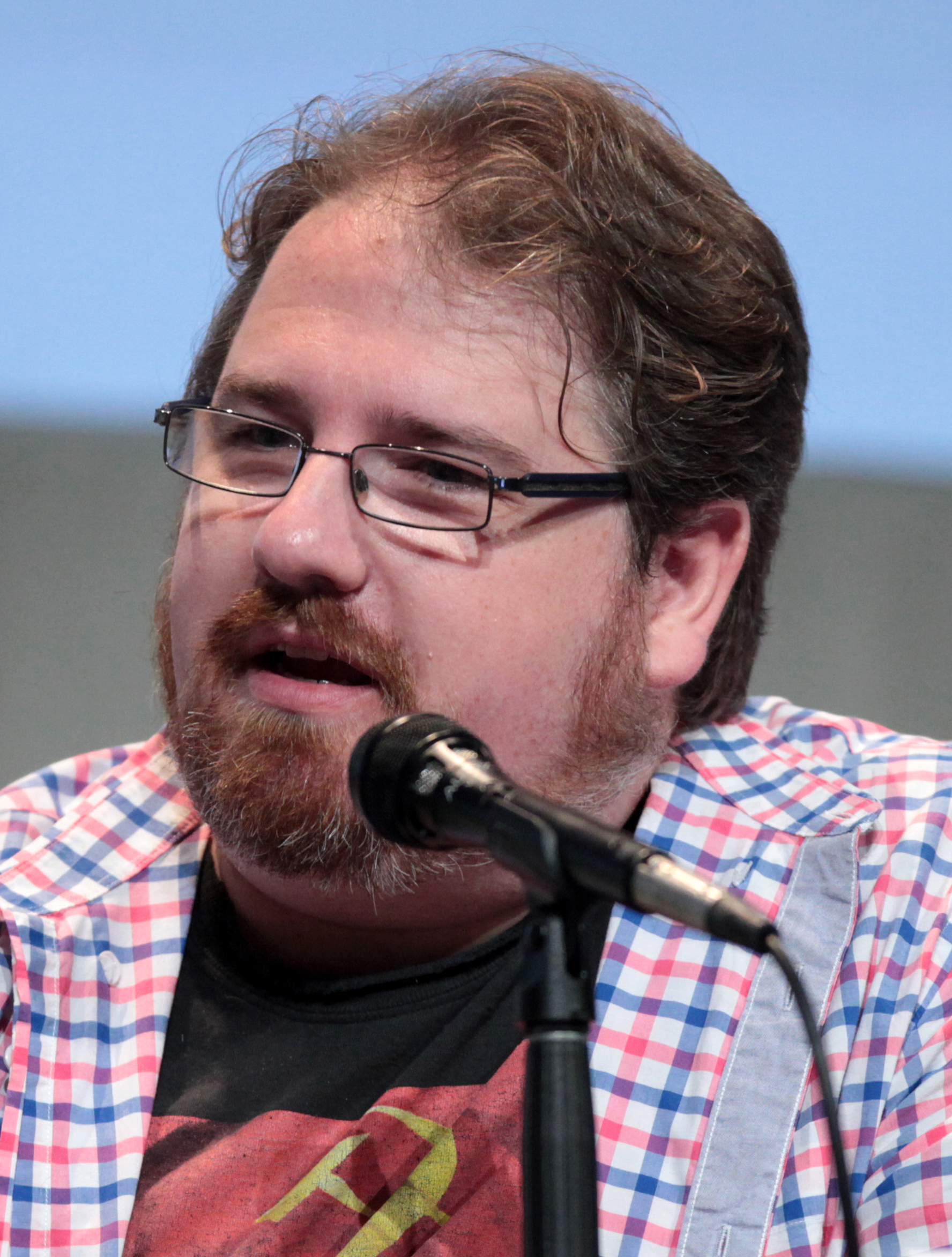
Шоураннер сериала Эндрю Дэбб

### Разработка
В январе 2019 года компания Netflix объявила о начале разработки сериала, основанного на серии видеоигр Resident Evil компании Capcom. В августе 2020 года было заказано производство 8 эпизодов сериала. Эндрю Дэбб, известный по работе над сериалом «Сверхъестественное», стал сценаристом, исполнительным продюсером и шоураннером сериала. Бронуэн Хьюз также стала исполнительным продюсером и режиссёром первых двух эпизодов. В 2020 году вместо Эндрю Дэбба соисполнительным продюсером стал Джеффри Ховард.
Первоначально производство было запланировано на период с июня по октябрь 2020 года и должно было осуществляться компанией Moonlighting Films, которая ранее работала над Resident Evil: The Final Chapter. Однако из-за пандемии COVID-19 эти планы были отложены до конца года.

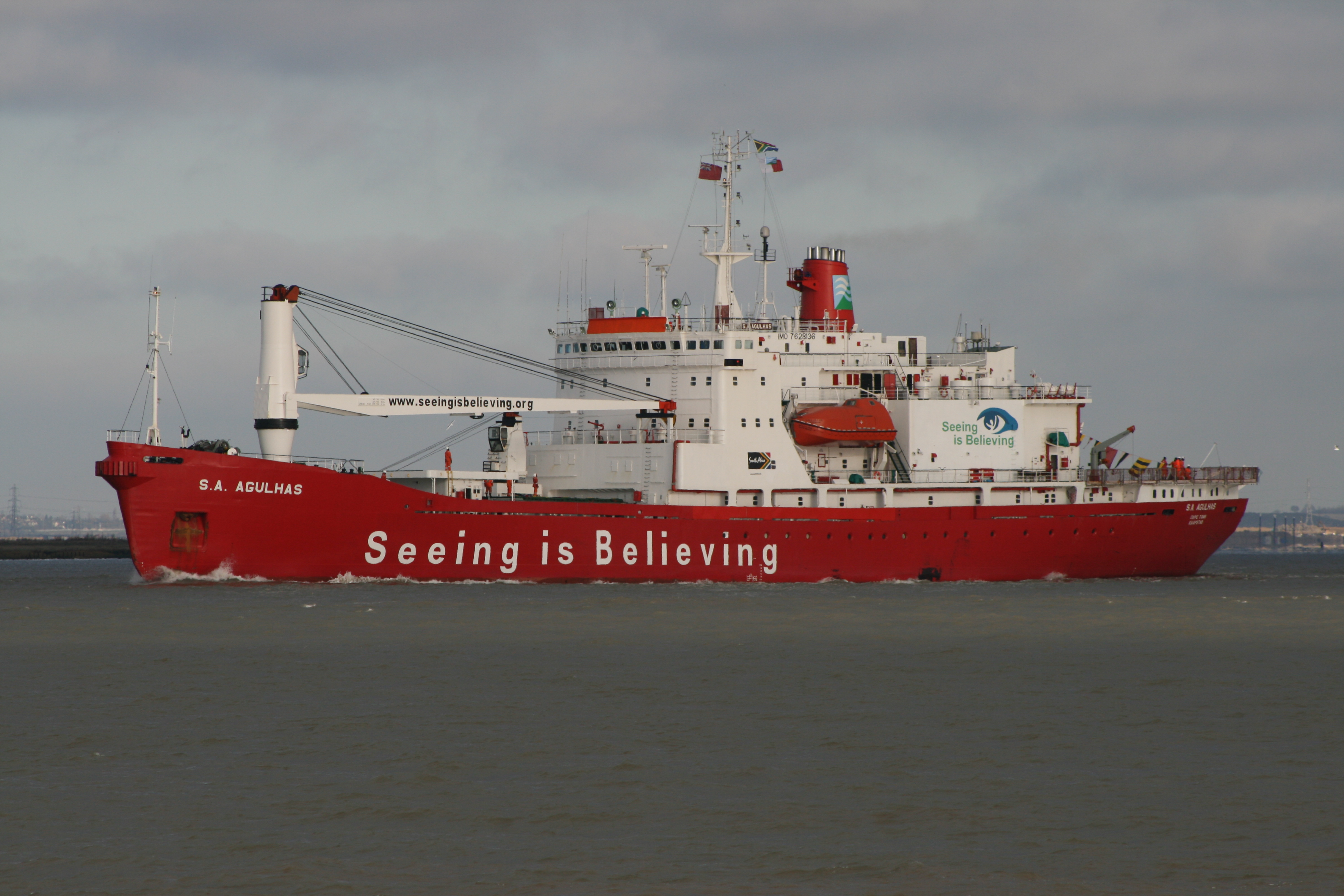
Южноафриканское учебное судно «С.А. Агульяс», на котором были сняты некоторые сцены сериала

Основные фотосъемки проходили с февраля по июль 2021 года. Внутренние сцены снимались на звуковой сцене киностудии Кейптауна (Cape Town Film Studios). В городе Кейптаун были сняты сцены, которые по сюжету сериала происходят в городе Нью-Раккун-Сити. Для натурных съемок использовались ветхие местные здания, такие как Центр Вердмюллера и скотобойня Мейтленда. Некоторые сцены были сняты в Лондоне. В нескольких случаях зрители могут увидеть известные здания, такие как Биг-Бен и здание Лондонского метрополитена. Лондон и Дувр были локациями для части сериала. Чтобы придать сериалу нужный вид, они были сняты на месте, а затем обработаны эффектами на этапе пост-продакшна. Umbrella и дом Вескера были спроектированы южноафриканской кино- и телестудией Cape Town Film Studios. Производство было разделено на четыре производственных блока, режиссеры Бронвен Хьюз, Роб Зайденгланц, Батан Сильва и Рэйчел Голдберг отвечали за два эпизода каждый. В рамках третьего блока сцены снимались на борту кораблей «Сара Баартман» и «С.А. Агульяс» при помощи компании Frog Squad.
Среди монстров, фигурирующих в сериале, есть монстр, которого не было в играх серии Resident Evil. Это гигантская гусеница (не являющаяся Могильщиком). В качестве основы для ее дизайна были использованы личинки мотылька Brahmaea Hearseyi.
Шоураннер сериала Эндрю Дэбб сравнил свой подход к данному сериалу с MCU (Кинематографическая вселенная Marvel), которая не адаптирует комиксы напрямую, а вытягивает сюжетные линии, чтобы создать что-то новое. Шоураннер также заявил то, что события сериала происходят одновременно с событиями игры Resident Evil Village (2021). Помимо этого, он сделал следующее заявление: «Деревня — часть нашей истории. Если мы хотим поместить гигантскую женщину-вампира во второй сезон, мы можем это сделать. Я не говорю, что мы это сделаем, но это вариант». Э. Дэбб заявлял, что в сериале будут фигурировать пару персонажей из игр, а в случае продления сериала на второй сезон там будет больше персонажей из серии видеоигр Resident Evil. Э. Дэбб в интервью говорил о разделении сюжета сериала на две временные линии, он заявлял: «Когда вы видите большинство историй о зомби, это история об «одном парне, которого укусили» или «вспышка отсюда», и теперь мир разваливается или находится в процессе развала. Было такое чувство, что мы видели эту историю много-много раз во многих разных вариантах. Так что давайте вместо этого покажем подготовку к ней, потому что вы не видите этого так часто, и давайте посмотрим, что произойдет через 10 или 15 лет...»

### Подбор актёров

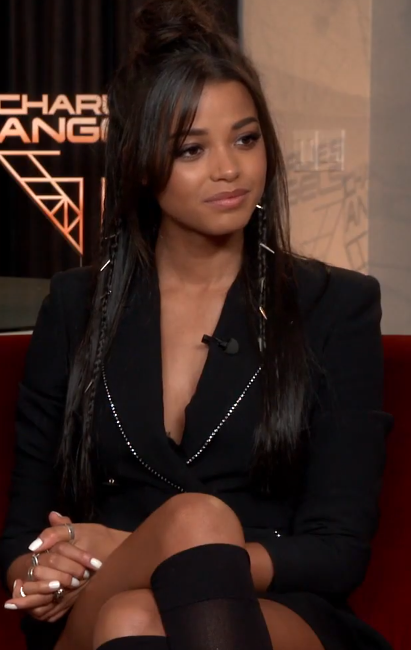
Элла Балинска исполнила роль Джейд Вескер в сюжетной линии 2036 года

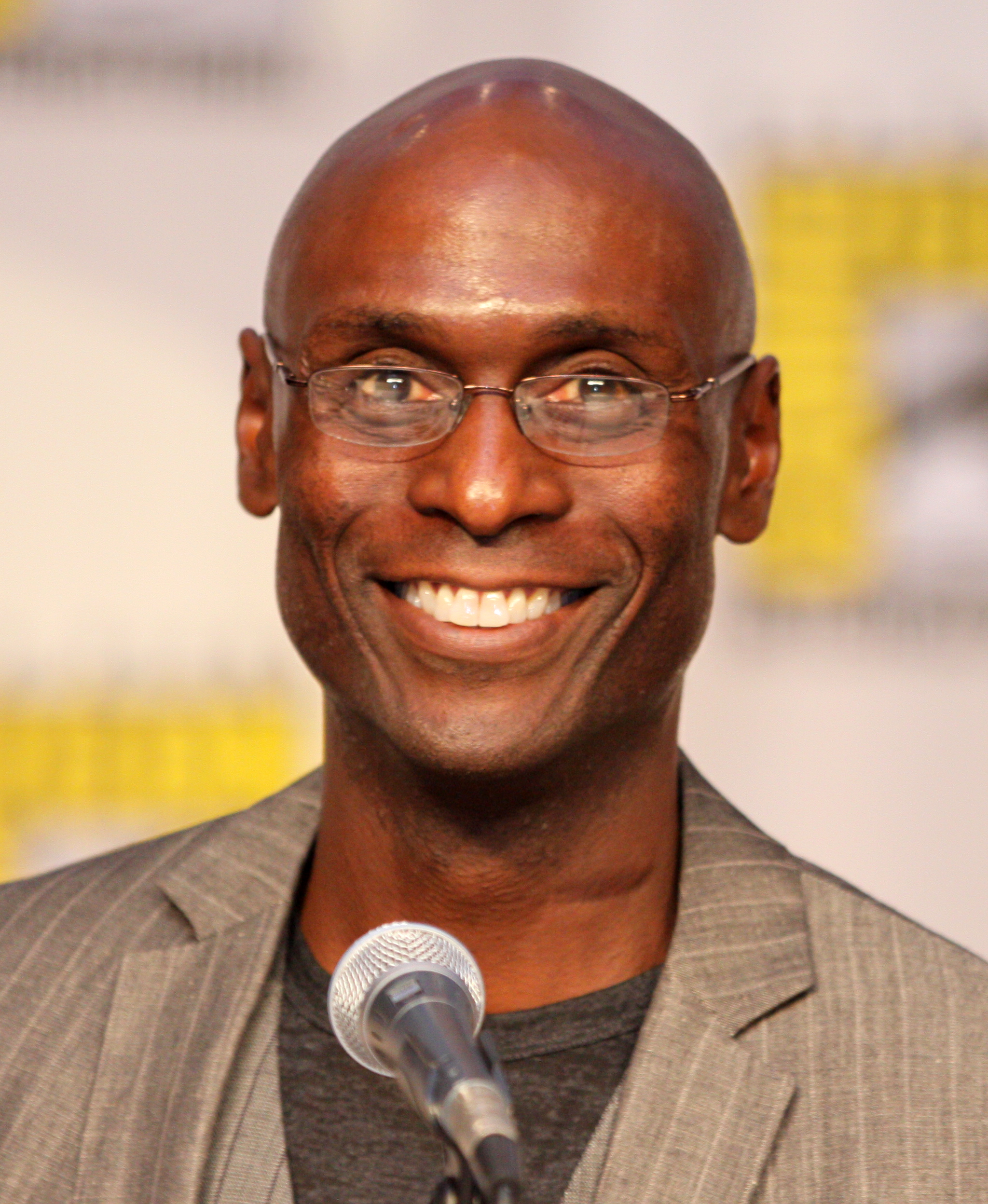
Лэнс Реддик исполнил роль Альберта Вескера

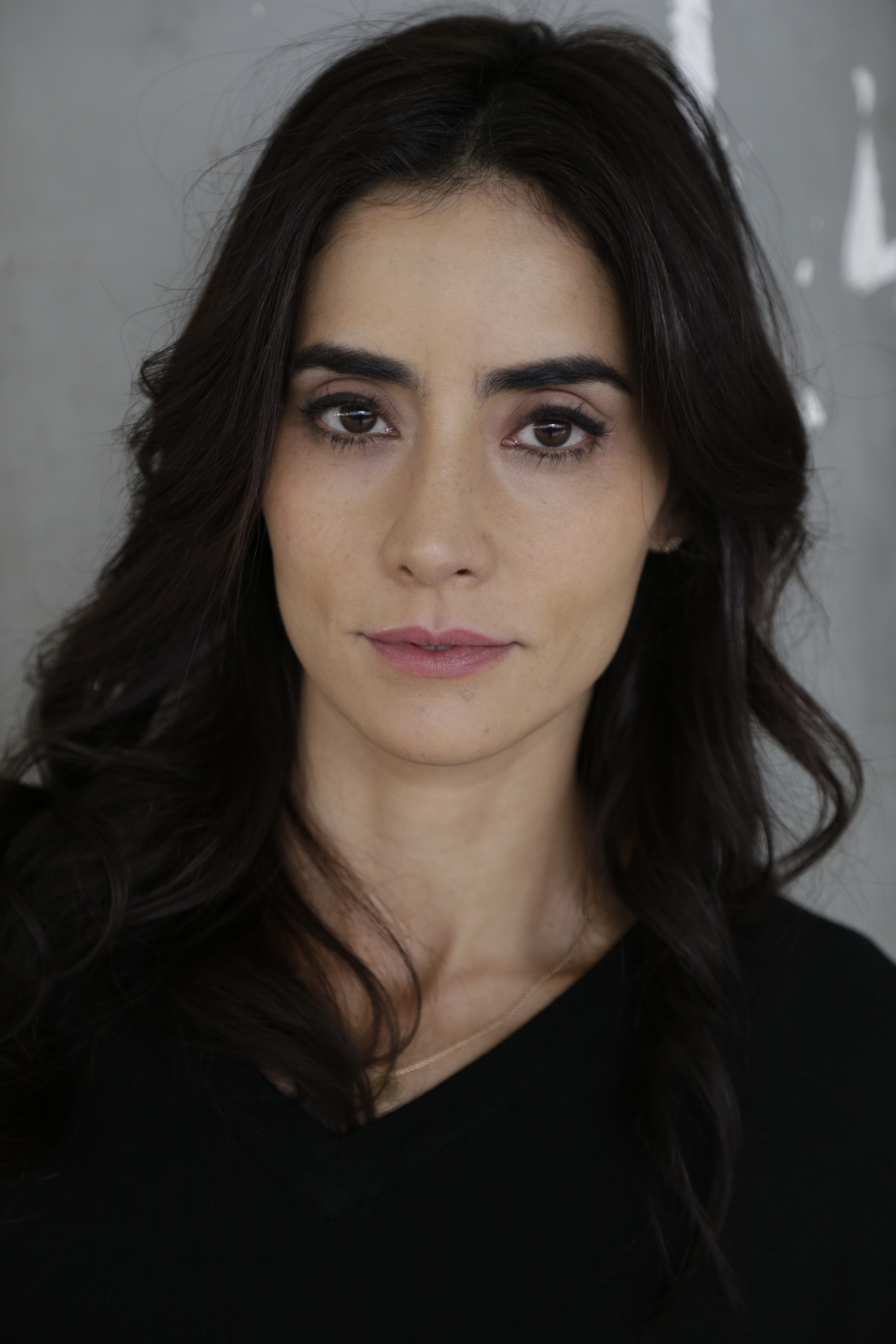
Паола Нуньес Ривас исполнила роль Эвелин Маркус

В ноября 2020 года проходил кастинг. Работа над основным актерским составом осуществлялась в США и Великобритании. Работа над актерским составом второго плана и массовкой проходила в Южной Африке.
В июне 2021 года было объявлено, что Лэнс Реддик был утверждён на роль Альберта Вескера. Впервые этого персонажа сыграл цветной актер, т. к. шоураннеры не хотели ограничивать себя актерами, напоминающими Альберта Вескера из серии игр Resident Evil. Шоураннер сериала Эндрю Дэбб заявил об этом то, что «вы делаете шоу слабее, выбирая кого-то, кто может эстетически больше соответствовать игре». Тогда же стало известно, что в сериале снимутся Элла Балинска,Тамара Смарт, Сиена Агудонг, Аделин Рудольф и Паола Нуньес.
В интервью американский актер Лэнс Реддик заявлял: «Когда этот проект впервые пришел ко мне, я еще даже не подозревал, что все это основано на огромной франшизе видеоигр». По его словам, в проекте его привлек сценарий первых семи серий. Реддик заявлял, что его зацепило то, что он будет сниматься в хороших боевых сценах, сценах с дочерьми Вескера, драматических сценах и работать с мексиканской актрисой Паолой Нуньес.
Мексиканская актриса Паола Нуньес в интервью говорила то, что была знакома с играми и двумя фильмами, а также она собрала информацию об отце своего персонажа (Эвелин Маркус). Она говорила, что ее персонаж испытывает острую необходимость в том, чтобы ее видели и уважали, в этом актриса нашла страхи и боль своего персонажа, Паола Нуньес хотела, чтобы ее персонаж почувствовала себя человечной и уязвимой.
Британская актриса Элла Балинска в интервью заявила, что играла в игры серии Resident Evil и смотрела фильмы по ним. По словам актрисы, для съемок ей пригодились ее занятия в спортзале во время пандемии. О  своем персонаже она заявила то, что Джейд Вескер «все по барабану», а также то, что данный персонаж часто недостаточно хорошо понимает других людей и ситуацию, а потом сталкивается с последствиями своих действий. Она заявила, что ее персонаж является ученым-выживальщиком, а также отметила то, что персонаж стремиться остановить эпидемию.
В интервью американская актриса Сиена Агудонг говорила, что  именно эмоциональная глубина привлекла ее в её роли. Агудонг говорит, что она часто нервничала, изображая некоторые важные эмоциональные моменты Билли, особенно ее тревогу. В интервью британская актриса Тамара Смарт говорила, что одной из приятных особенностей игры совершенно нового персонажа было то, что она могла добавить к Джейд частичку себя. Во время съёмок актрисам Сиене Агудонг и Тамаре Смарт помогал американский актёр Лэнс Реддик, он давал им нужные советы.

## Оценки критиков
На сайте-агрегаторе Rotten Tomatoes телесериал имеет «гнилой» рейтинг 49 % на основании 37 рецензий критиков со средней оценкой 5,8 из 10.
На сайте-агрегаторе Metacritic рейтинг мини-сериала составляет 53 балла из 100 возможных на основании 16 рецензий критиков, что означает «средние или смешанные отзывы».

## Аудитория
В течение первых четырёх дней трансляции сериала на Netflix в Соединённых Штатах Америки его посмотрели 988 000 семей. С 11 по 17 июля 2022 года шоу было вторым по количеству трансляций на Netflix в мире и вошло в десятку лучших более чем в 92 странах.